# Nawalparasi (huyện)
Nawalparasi (tiếng Nepal:नवलपरासी) là một huyện thuộc khu Lumbini, vùng Tây Nepal, Nepal. Huyện này có diện tích 2162 km², dân số thời điểm năm 2001 là 562870 người.

## Dân số
Biến động dân số giai đoạn 1952-2001:
| Năm    | 1971   | 1981   | 1991   | 2001   |
| ------ | ------ | ------ | ------ | ------ |
| Dân số | 146548 | 308828 | 436217 | 562870 |